# Frédéric Plessis

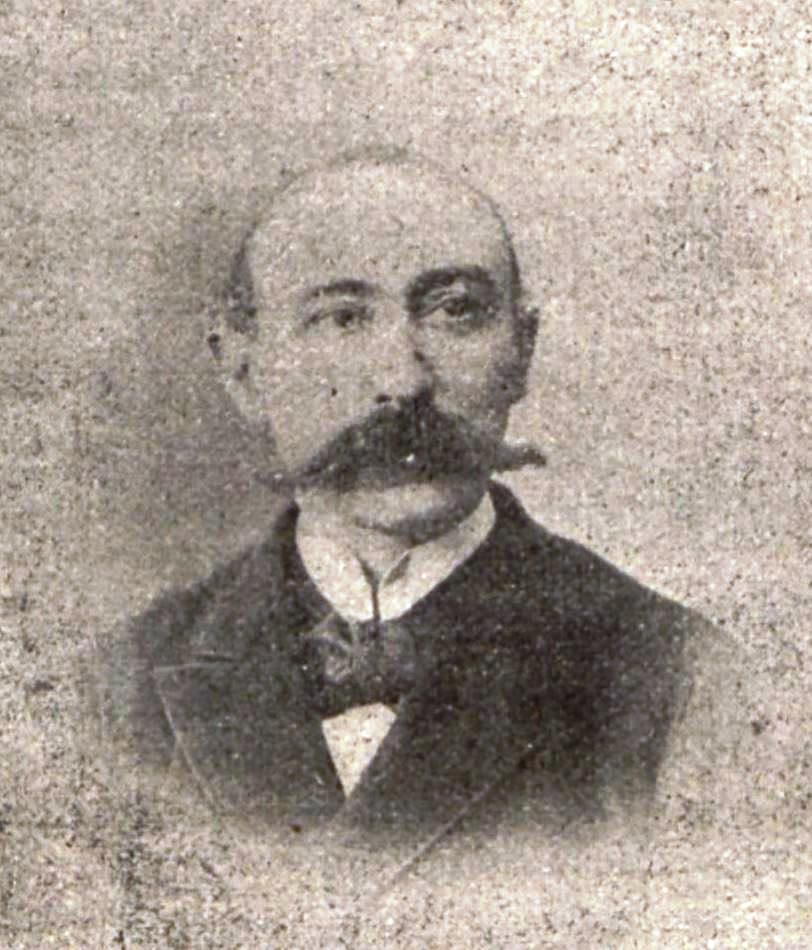
Frédéric Plessis

Frédéric Plessis (* 1851; † 1942) war ein französischer Schriftsteller und Altphilologe (Latein).
Plessis studierte Altphilologie an der Sorbonne in Paris und konnte trotz Teilnahme am Krieg dieses Studium erfolgreich abschließen. Gleich im Anschluss daran bekam Plessis an dieser Universität eine Anstellung als Dozent und hatte dieses Amt zeit seines Lebens.
Angefeindet von Kollegen wurde Plessis als Parteigänger Charles Maurras’ und dessen Action française. Als 1908 Jean Rivain und Eugène Marsan die Zeitschrift „Revue critique des idées et des livres“ gründeten, gehörte Plessis zu den ersten Mitarbeitern. Verdient machte sich Plessis auch um die Edition der Werke von Cicero, Horaz und Vergil.
Heute zählt man Plessis zum Umfeld der Parnassiens.